# Третьяков, Пётр Ефимович
Пётр Ефимович Третьяков (28 декабря 1918, Екатеринослав — неизвестно) — советский футболист, футбольный судья и спортивный организатор. Участник Великой Отечественной войны.

## Биография
Родился в 1918 году в Екатеринославе (ныне — город Днепр, Украина). Призван в РККФ в 1940 году, служил на Дунайской военной флотилии. Участник Великой Отечественной войны, старший краснофлотец, командир зенитного орудия, мастер-оружейник. Был награждён медалями.
Футбольную карьеру начал после окончания войны, но на уровне команд мастеров выступал только 3 года. В 1947 году провёл 4 матча за команду «Шахтёр» Сталино в первой лиге СССР. Позднее в том же году сыграл 1 матч в той же лиге за днепропетровскую «Сталь». В 1948 году в составе «Стали» провёл 18 матчей и забил 4 гола. В 1949 вернулся в «Шахтёр», выступавший уже в высшей лиге, и в его составе сыграл 9 матчей.
В дальнейшем был судьёй республиканской категории. В 1954—1961 годах был председателем ассоциации футбола Днепропетровской области.

## Награды[1]
- Медаль «За оборону Одессы» 1942;
- Медаль «За оборону Севастополя» 1942;
- Медаль «За оборону Кавказа» 1944;
- Медаль «За победу над Германией в Великой Отечественной войне 1941–1945 гг.»;
- Медаль «За взятие Будапешта» 1945;
- Медаль «За взятие Вены» 1945;
- Медаль «За боевые заслуги», представлялся к Ордену Красной Звезды 24.10.1945.

## Память
29 апреля 2013 года в парке имени А. С. Щербакова в Донецке был открыта берёзовая аллея и мемориальная доска, посвящённые футболистам «Шахтёра» — участникам Великой Отечественной войны. Среди 32 имён на мемориальной доске указано и имя Третьякова.